# أحمد باهار
أحمد باهار هو ناشر وكاتب وسياسي إيراني، ولد في 1889، وتوفي في 1957. انتخب عضو مجلس الشورى الإسلامي ‏.